# Dichopogon fimbriatus
Dichopogon fimbriatus là một loài thực vật có hoa trong họ Măng tây. Loài này được (R.Br.) J.F.Macbr. mô tả khoa học đầu tiên năm 1918.